# Джънджоу
Джънджоу е град в Китай, административен център на централната провинция Хънан. Името означава „област Джън“ – така се е наричала административната единица, съществувала в тези места през Средновековието. Населението му в градската територия е 7 005 000 жители (2016 г.), а в градската префектура – 8 627 089 жители (2010 г.). Намира се в часова зона UTC+8.

## Галерия
- Площадът пред жп гарата в Джънджоу.
- Международното летище на Джънджоу в градски окръг Синджън – терминал 2, заминаване.

## Побратимени градове
- Жойнвили, Бразилия
- Ирбид, Йордания
- Клуж-Напока, Румъния
- Кривой Рог, Украйна
- Мариентал, Намибия
- Могильов, Беларус
- Неапол, Италия
- Ричмънд (Вирджиния), САЩ
- Сайтама, Япония
- Самара, Русия
- Чинджу, Южна Корея
- Шверин, Германия
- Шумен, България